# Fritz Eunike

Fritz Eunike

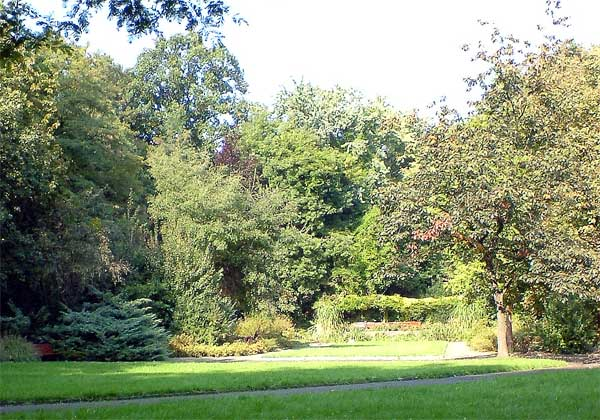
Der Steingarten im Eunikepark der Lutherstadt Wittenberg

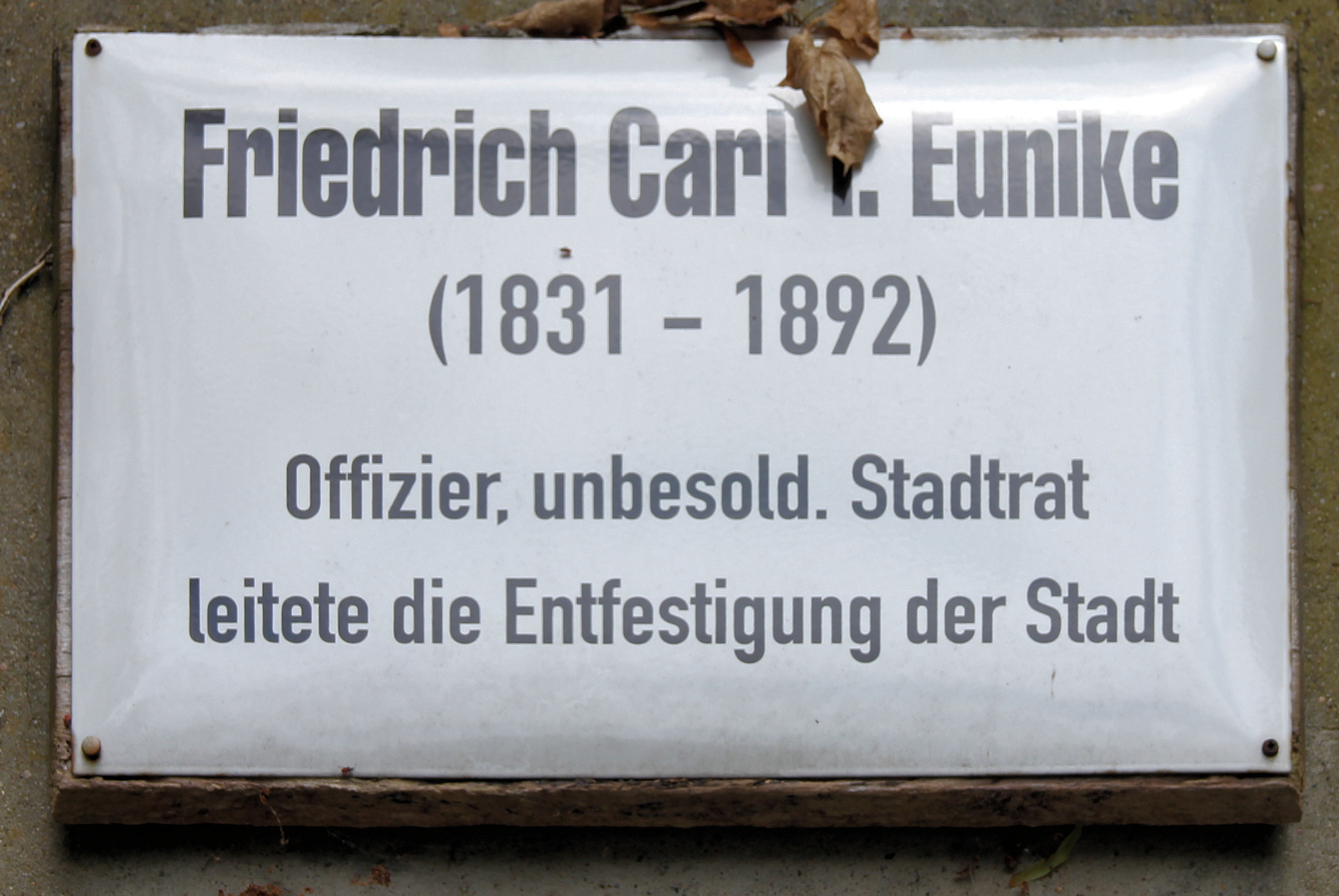
Gedenktafel am Haus Schloßplatz in der Lutherstadt Wittenberg

Friedrich Carl Timotheus Eunike (* 24. Januar 1831 in Bad Freienwalde (Oder); † 5. Januar 1892 in Wittenberg) war ein deutscher Offizier und Ehrenbürger Wittenbergs.

## Leben

### Militärzeit
Friedrich Carl Timotheus Eunike wurde am 24. Januar 1831 in Bad Freienwalde als Sohn eines bergmännischen Direktors der Alaunwerke geboren. Als Fritz (ein von früher Kindheit an beibehaltener Rufname) Eunike trat er 1842 in das Kadettenkorps ein, wodurch er 1848 als Fähnrich in die Artillerie aufgenommen wurde. Während seiner militärischen Laufbahn diente er in Magdeburg, Wittenberg, Berlin und Frankfurt (Oder), von wo er 1870 zum Krieg in Frankreich abkommandiert wurde. Während der Besatzungszeit in Frankreich hatte er den Dienstgrad eines Hauptmannes inne und versah seinen Dienst als Batteriechef. Es folgten verschiedene Kommandos, unter anderem auf dem Truppenübungsplatz  in Jüterbog. Hier engagierte sich Eunike bei der Errichtung der Jüterboger Stadtanlagen. Eunike galt in seinen Entscheidungen als äußerst konsequent. So entschloss er sich nach einer Auseinandersetzung mit einem Vorgesetzten, aus dem Militärdienst auszuscheiden.

### Wittenberger Zeit
Eunike siedelte als Major a.D nach Wittenberg über und erwarb ein Wohnhaus in der Clausstraße (heute Puschkinstraße). Auf Befehl von Kaiser Wilhelm I. durch die Kabinettsorder vom 30. Mai 1873 hatte man in Wittenberg am 11. Juni 1873 begonnen, die Festungsmauern um die Stadt abzureißen. Zur Leitung dieser Arbeiten benötigte man eine Persönlichkeit, die sich in den Dienst dieser ehrenamtlichen Aufgabe stellte. Eunike, der bereits in Jüterbog seine gärtnerischen Fähigkeiten anwenden konnte, fand hier ein breites Betätigungsfeld, um sein Können zur Geltung zu bringen. Zuerst wurden in Wittenberg die Stadttore freigelegt und in der Verlängerung der Juristenstraße ein Damm durch den Stadtgraben aufgeschüttet, der geradlinig in die Grünstrasse (heute Breitscheidstraße) mündete, um zusätzlich zu den alten Stadttoren Verkehrswege zu erschließen. Dann begann man mit der Abtragung der Wälle und der Neugestaltung des Festungsgeländes. Für die Ausführungen der Arbeiten erhielt Eunike am 19. Januar 1879 eine unbesoldete Stelle als Dezernent für das Entfestigungswesen im Stadtrat. Weiterhin gehörte er der Wasserwerkskommission an. 
Seine Hauptarbeit war die Gestaltung der städtischen Anlagen, was auch gesundheitlichen Nutzen für die Stadt erbrachte, da der widerliche Modergeruch aus den alten Stadtgräben verschwand. Die teils heute noch erhaltenen großen Bäume im Bereich des einstigen Festungsgürtels, des heutigen Stadtparks wurden unter seiner Leitung gepflanzt. Im Angedenken „seiner hervorragenden Verdienste um die Verschönerung und Entwicklung der Stadt Wittenberg, insbesondere während der Entfestigung“ verlieh man Fritz Eunike am 27. Februar 1891 die Ehrenbürgerwürde der Stadt Wittenberg. Er verstarb in der Nacht vom 5. zum 6. Januar 1892 kurz vor Vollendung seines 61. Lebensjahres an einem asthmatischen Leiden.

### Gedenkstätten

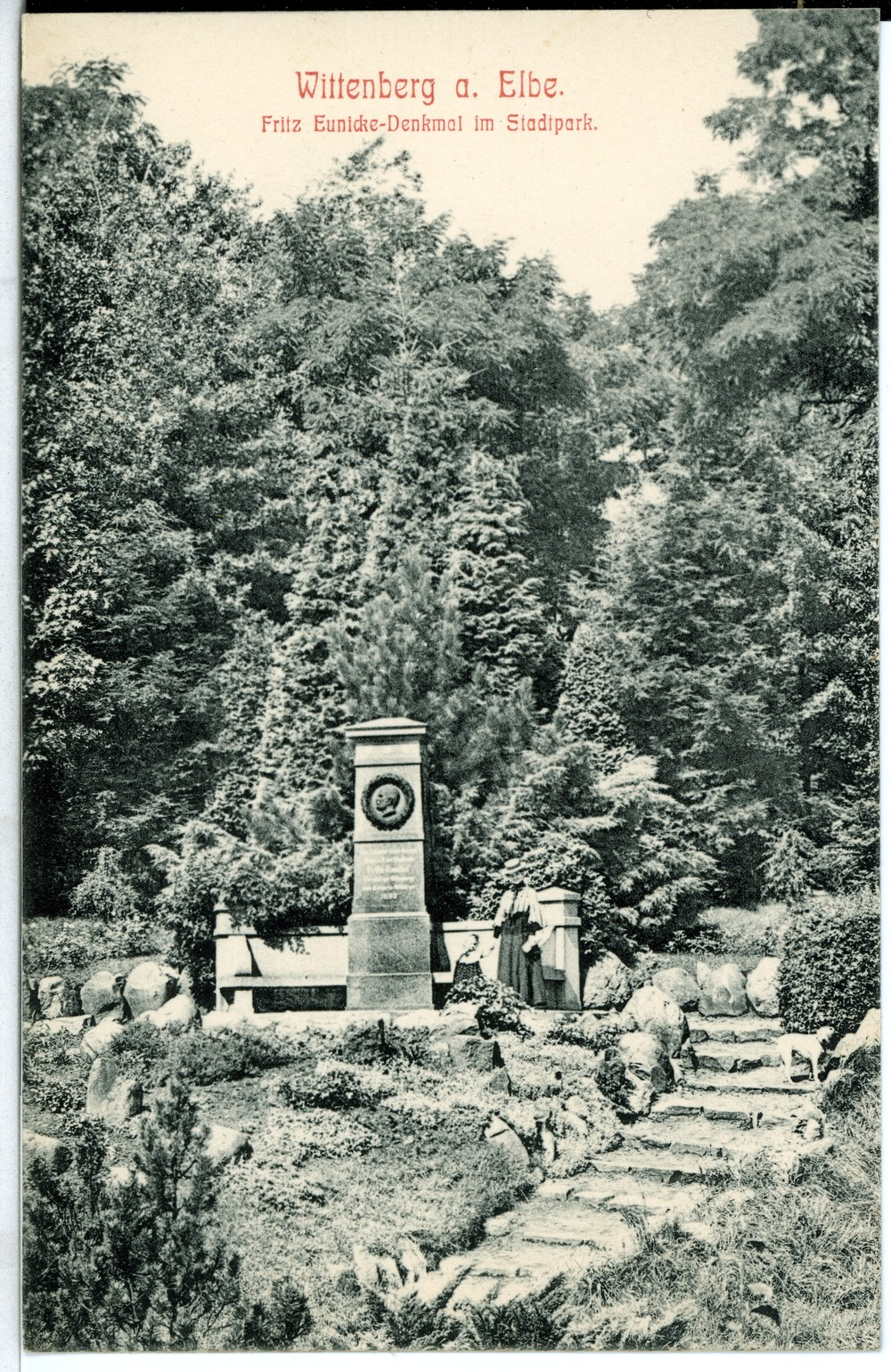
Fritz Eunike Denkmal im Stadtpark

Seine letzte Ruhestätte fand Eunike auf dem nördlichen Friedhof der Dresdener Straße in Wittenberg in unmittelbarer Nähe des Haupteinganges. Auf seinem Grabstein, der als einfaches Natursteinkreuz ausgeführt ist, befindet sich die Inschrift „Hier ruhet in Gott mein Vater der Kgl. Major Fritz Eunike geb. d. 24. Januar 1830 gest. d. 5. Januar 1892“. Aufgrund seines Wirkens in Jüterbog errichtete man ihm dort einen Gedenkstein, der ihn als Schöpfer der Anlagen ehrt. 1883 entstand der Wunsch, Eunike ein Denkmal auch in Wittenberg zu setzen. Baumeister Paul Ferdinand Groth entwarf das Ehrenmal, und Bildhauer Jokesch schuf das Bronzerelief, welches in Lauchhammer gegossen wurde. Das Bronzerelief befindet sich  auf  einer Sitzbanksäule aus poliertem Granitstein im heutigen Eunikepark und wurde am 10. August 1894 eingeweiht. Unter dem Bronzerelief steht in Granit gehauen „Dem Schöpfer der Anlagen – Major a. D. und Stadtrath – Fritz Eunike – Ehrenbürger Wittenbergs – seine dankbaren Mitbürger – 1893“. Des Weiteren befindet sich in Wittenberg eine Gedenktafel am eingefassten südlichen Rand des Kasinoberges gegenüber der Schlosskirche.